# Lee Wallace
Lee Wallace (Edimburgo, Escocia, 1 de agosto de 1987) es un exfutbolista escocés que jugaba de defensa.

## Selección nacional
Fue internacional con la selección de fútbol de Escocia en diez ocasiones.

### Participaciones internacionales
| Torneo                                    | Sede    | Resultado  |
| ----------------------------------------- | ------- | ---------- |
| Campeonato Europeo de la UEFA Sub-19 2006 | Polonia | Subcampeón |

## Clubes
| Club                      | País       | Año       |
| ------------------------- | ---------- | --------- |
| Heart of Midlothian F. C. | Escocia    | 2004-2011 |
| Rangers F. C.             | Escocia    | 2011-2019 |
| Queens Park Rangers F. C. | Inglaterra | 2019-2022 |